# Kreis Steinburg
Kreis Steinburg er en tysk kreis i delstaten Slesvig-Holsten. Den holstenske kreds ligger i Elbmarsken vest for storbyen Hamburg.

## Byer, amter og kommuner
Kreisen havde 131347  indbyggere pr.  2018-12-31

| Amtsfrie kommuner og byer                                                    | Amtsfrie kommuner og byer |
| ---------------------------------------------------------------------------- | ------------------------- |
| - 1. Glückstadt, by (11069) - 2. Itzehoe, by (31879) - 3. Wilster, by (4308) |                           |

Ämter med tilhørende byer og kommuner (* = markerer administrationsby)
| - 1. Amt Breitenburg (8665) 1. Auufer (141) 2. Breitenberg (343) 3. Breitenburg * (1202) 4. Kollmoor (33) 5. Kronsmoor (180) 6. Lägerdorf (2662) 7. Moordiek (109) 8. Münsterdorf (1882) 9. Oelixdorf (1544) 10. Westermoor (403) 11. Wittenbergen (166) - 2. Amt Horst-Herzhorn (15857) 1. Altenmoor (231) 2. Blomesche Wildnis (648) 3. Borsfleth (717) 4. Engelbrechtsche Wildnis (893) 5. Herzhorn (1128) 6. Hohenfelde (872) 7. Horst * (5709) 8. Kiebitzreihe (2172) 9. Kollmar (1674) 10. Krempdorf (227) 11. Neuendorf b. Elmshorn (839) 12. Sommerland (747) - 3. Amt Itzehoe-Land (10284) (Sitz: Itzehoe) 1. Bekdorf (101) 2. Bekmünde (149) 3. Drage (233) 4. Heiligenstedten (1508) 5. Heiligenstedtenerkamp (735) 6. Hodorf (197) 7. Hohenaspe (1950) 8. Huje (271) 9. Kaaks (442) 10. Kleve (560) 11. Krummendiek (92) 12. Lohbarbek (741) 13. Mehlbek (421) 14. Moorhusen (81) 15. Oldendorf (1090) 16. Ottenbüttel (738) 17. Peissen (258) 18. Schlotfeld (241) 19. Silzen (151) 20. Winseldorf (325) | - 4. Amt Kellinghusen (22790) 1. Brokstedt (2037) 2. Fitzbek (402) 3. Hennstedt (587) 4. Hingstheide (78) 5. Hohenlockstedt (6145) 6. Kellinghusen, Stadt * (8142) 7. Lockstedt (139) 8. Mühlenbarbek (292) 9. Oeschebüttel (170) 10. Poyenberg (395) 11. Quarnstedt (435) 12. Rade (91) 13. Rosdorf (365) 14. Sarlhusen (471) 15. Störkathen (107) 16. Wiedenborstel (11) 17. Willenscharen (178) 18. Wrist (2363) 19. Wulfsmoor (382) - 5. Amt Krempermarsch (9383) 1. Bahrenfleth (554) 2. Dägeling (1043) 3. Elskop (164) 4. Grevenkop (321) 5. Krempe, Stadt * (2362) 6. Kremperheide (2348) 7. Krempermoor (563) 8. Neuenbrook (711) 9. Rethwisch (573) 10. Süderau (744) | - 6. Amt Schenefeld (10597) 1. Aasbüttel (140) 2. Agethorst (191) 3. Besdorf (242) 4. Bokelrehm (143) 5. Bokhorst (137) 6. Christinenthal (62) 7. Gribbohm (448) 8. Hadenfeld (146) 9. Holstenniendorf (402) 10. Kaisborstel (75) 11. Looft (396) 12. Nienbüttel (125) 13. Nutteln (255) 14. Oldenborstel (117) 15. Pöschendorf (269) 16. Puls (580) 17. Reher (732) 18. Schenefeld * (2587) 19. Vaale (1198) 20. Vaalermoor (133) 21. Wacken (1918) 22. Warringholz (301) - 7. Amt Wilstermarsch (6515) (Sitz: Wilster) 1. Aebtissinwisch (57) 2. Beidenfleth (842) 3. Brokdorf (974) 4. Büttel (42) 5. Dammfleth (281) 6. Ecklak (281) 7. Kudensee (113) 8. Landrecht (110) 9. Landscheide (268) 10. Neuendorf-Sachsenbande (443) 11. Nortorf (861) 12. Sankt Margarethen (820) 13. Stördorf (118) 14. Wewelsfleth (1305) |